# Larnaca (municipalité)
Pour la ville, voir Larnaca.
Larnaca (grec moderne : Λάρνακα) est une municipalité de Chypre de plus de 51 214 habitants.

## Jumelages
| Ville | Ville                         | Pays | Pays        | Période                     |
| ----- | ----------------------------- | ---- | ----------- | --------------------------- |
|       | Acapulco                      |      | Mexique     | depuis 2011                 |
|       | Ajaccio                       |      | France      | depuis le 10 janvier 1989   |
|       | Borough londonien de Haringey |      | Royaume-Uni | depuis le 30 juillet 1987   |
|       | Bratislava,                   |      | Slovaquie   | depuis le 7 janvier 1989    |
|       | dème de Delphes               |      | Grèce       | depuis 2011                 |
|       | dème de Glyfáda (d)           |      | Grèce       | depuis le 28 avril 1998     |
|       | dème de Lárissa               |      | Grèce       | depuis le 24 mai 1990       |
|       | dème de Léros (d)             |      | Grèce       | depuis le 27 septembre 2000 |
|       | dème de Pella                 |      | Grèce       | depuis 2011                 |
|       | dème du Pirée                 |      | Grèce       | depuis le 26 juillet 1999   |
|       | Galaxídi                      |      | Grèce       | 2005-2011                   |
|       | Giannitsá                     |      | Grèce       | 16 novembre 2003 - 2011     |
|       | Héliopolis                    |      | Grèce       | depuis le 29 septembre 2000 |
|       | Marrickville                  |      | Australie   | depuis le 9 mai 2005        |
|       | Novossibirsk                  |      | Russie      | depuis le 28 juin 1993      |
|       | Odessa,                       |      | Ukraine     | depuis le 3 septembre 2004  |
|       | Poti                          |      | Géorgie     | depuis le 17 septembre 1987 |
|       | Saranda                       |      | Albanie     | depuis le 11 juillet 1994   |
|       | Szeged,                       |      | Hongrie     | depuis le 6 novembre 1993   |
|       | Tarpon Springs                |      | États-Unis  | depuis le 1er janvier 2009  |
|       | Tianjin                       |      | Chine       | depuis le 17 mai 2007       |
|       | Tulcea                        |      | Roumanie    | depuis le 27 mai 2003       |
|       | Venise                        |      | Italie      | depuis le 1er mai 2010      |